# Cayetana Fitz-James Stuart

Den 18:e hertiginnan av Albas vapensköld.

Cayetana Fitz-James Stuart, 18:e hertiginnan av Alba, född 28 mars 1926 i Madrid, död 20 november 2014 i Sevilla, var en spansk hertiginna och överhuvud i hertigdömet Alba, den tredje kvinnan som bar titeln själv. Enligt Guinness Rekordbok var hon den person som under sin tid innehade flest adliga titlar - hon hade över fyrtio samt cirka 150 andra ärftliga titlar.
Hennes fullständiga namn var Doña María del Rosario Cayetana Paloma Alfonsa Victoria Eugenia Fernanda Teresa Francisca de Paula Lourdes Antonia Josefa Fausta Rita Castor Dorotea Santa Esperanza Fitz-James Stuart y de Silva Falcó y Gurtubay. 
Hon var dotter till den sjuttonde hertigen av Alba, Jacobo Fitz-James Stuart, och Maria del Rosario de Silva y Gurtubay. Hon gifte sig i ett påkostat bröllop 1947 med Don Luis Martínez de Irujo y Artázcoz (1919–1972), med vilken hon fick sex barn. 1978 gifte hon sig med teologen Jesús Aguirre y Ortiz de Zárate (1937–2001). Äktenskapet var kontroversiellt då maken var oäkta barn. 2011 gifte hon sig med Alfonso Díez Carabantes (född 1950).